# میشیگان سیتی (داکوتای شمالی)
میشیگان سیتی(به انگلیسی: Michigan City) شهری در ایالت داکوتای شمالی کشور ایالات متحده آمریکا است که جمعیت آن در سرشماری سال ۲۰۱۰ میلادی، ۲۹۴ نفر بوده‌است.